# 古澤良太
古澤良太（日语：／ Kosawa Ryota，1973年8月6日—），日本知名編劇、插畫家，2005年第29回日本電影金像獎最佳編劇得主、2016年東京數據新聞社票選日本十大最佳編劇排行榜第一名
。代表作有《永遠的三丁目的夕陽》、《鈴木老師》和《王牌大律師》系列。

## 經歷
畢業於東海大學日本文學科。
2002年，古澤良太以原創劇本《アシ!》參加朝日電視台舉辦的第2回朝日電視台21世紀新人編劇大獎獲獎而踏入編劇界。
2006年，因話題電影《永遠的三丁目的夕陽》獲得第29回日本電影金像獎最優秀劇本獎而廣獲注目。2008年，以《傳說的刑警》獲日本知名的編劇獎，即第27回向田邦子獎。2011年，其擔任編劇的電視劇《鈴木老師》獲得日本民間放送聯盟賞的最優秀賞（2011年度最佳連續劇）。
2012年，以電視劇《Legal high》引起話題，並獲得第73回日劇學院賞劇本賞，該劇亦獲銀河賞6月度月間賞。2013年，凭電視劇《Legal high2》再度获得第79回日劇學院賞劇本賞。2015年，初次執筆「月九」時段電視劇《約會～戀愛為何物～》，亦為個人第一部愛情喜劇題材。
2016年，東京數據新聞社對 3000 位觀眾進行編劇滿意度調查，排出日本十大編劇榜，古澤良太位列榜首。

## 人物
- 性格沉默寡言，不擅長與人交談。已婚，育有1子1女。[5]
- 少年時期以漫畫家做為志願，繪畫能力高，目前亦以插畫家的身分在平面刊物刊登連載（《日經娛樂》專欄「猫の手は借りない」）。

## 編劇作品

### 電視劇
- アシ!（2002年，朝日電視台）
- 迷糊動物醫生 第3、5、7、8、最終話 B Part（2003年，朝日電視台）
- 相棒系列（2005年 - ，朝日電視台、東映）
  - season4（2005年 - 2006年） - 第2話、第8話、第10話、第16話、第19話
  - season5（2006年 - 2007年） - 第2話、第7話、第11話、第16話
  - season6（2008年） - 第11話、第12話
  - season7（2009年） - 第15話
  - season8（2010年） - 第18話
  - season9（2011年） - 第10話
  - season10（2012年） - 第12話
  - season11（2013年） - 第18話
  - season12（2014年） - 第18話
- 警視廳搜查一課9係 season1 第8話（2006年，朝日電視台、東映）
- 美味米飯！鎌倉‧春日井米店（日语：おいしいごはん 鎌倉・春日井米店）（2007年，朝日電視台、石原製作）
- 変装捜査官・麻生ゆき 3（2007年，朝日電視台、共同電視）
- 傳說的刑警（日语：ゴンゾウ 伝説の刑事）（2008年，朝日電視台、東映）
- 外事警察（日语：外事警察）（2009年、NHK、NHK ENTERPRISES）
- 鈴木老師（2011年，東京電視台、Asmik Ace）
  - 鈴木先生の結婚報告〜待望の休暇も心の汗が止まらないッ！〜（2013年）
- Legal high（2012年，富士電視台、共同電視）
  - Legal high SP（2013年）
  - Legal high（第2季）（2013年，富士電視台）
  - Legal high SP（2014年）
- 約會～戀愛為何物～（2015年，富士電視台、共同電視）
  - 約會～戀愛為何物～2015夏 秘湯（2015年）
- 信用詐欺師JP（2018年，富士電視台）
  - 信用詐欺師JP：運勢篇（2019年）
- NHK大河劇 怎麼辦家康（2023年，NHK）

### 電影
- 永遠的三丁目的夕陽（2005年）
- 如月疑雲（2007年） - 兼任原作
- ALWAYS再續幸福的三丁目（2007年）
- 天才小釣手（2009年）
- 60歳的情書（日语：60歳のラブレター）（2009年）
- 泡吧偵探（日语：探偵はBARにいる） （2011年）
- 永遠的三丁目的夕陽 64年（2012年）
- 外事警察（日语：外事警察#映画）（2012年）
- 鈴木老師（2013年）
- 泡吧偵探2（日语：探偵はBARにいる#探偵はBARにいる2 ススキノ大交差点）（2013年）
- 少年H（日语：少年H#映画版）（2013年）
- 寄生獸（2014年、2015年）
- 王牌大騙局（日语：エイプリルフールズ）（2015年）
- Scanner 讀取記憶碎片的男人（日语：スキャナー 記憶のカケラをよむ男）（2016年）[6]
- 乒乓少女大逆襲（2017年） - 兼任原作
- 泡吧偵探3（日语：探偵はBARにいる#探偵はBARにいる3）（2017年）
- 信用詐欺師JP：浪漫篇（2019年）
- 信用詐欺師JP：公主篇（2020年）
- 信用詐欺師JP：英雄篇（2022年）
- THE LEGEND & BUTTERFLY（2023年）

### 舞台劇
- ホイサッサ!（2002年，48BLUES）
- 如月疑雲（2003年，48BLUES）
- voice4 テレアサ戦隊アナレンジャー SHOW MUST GO ON（2004年）
- voice5リターンズ　愛のテレ朝内閣（2006年）
- 幻蝶（2012年）
- 趣味の部屋（2013年、2015年，PARCO劇場）
- 悪童（2015年，TEAM NACS）

### 电视动画
- 大欺诈师（2020年，富士电视台、东宝/Wit Studio）

### 電影動畫
- GAMBA 甘巴與冒險夥伴們（日语：冒険者たち ガンバと15ひきの仲間）（2015年，東映）
- 大雄與天空的理想鄉（2023年，東寶）

## 著作
- 《如月疑雲》小說版（2007年，角川文庫）
- 《美味米飯！鎌倉‧春日井米店（日语：おいしいごはん 鎌倉・春日井米店）》小說版（2007年，角川書店）
- 《如月疑雲》劇本版（2008年，白水社）

## 獎項
- 2005年 第29回日本電影金像獎最優秀劇本賞（《永遠的三丁目的夕陽》）
- 2008年 向田邦子獎（《傳說的刑警（日语：ゴンゾウ 伝説の刑事）》）
- 2008年 第58回日劇學院賞劇本賞（《傳說的刑警》）
- 2008年 第31回日本電影金像獎優秀劇本賞（《如月疑雲》《ALWAYS再續幸福的三丁目》）
- 2012年 第35回日本電影金像獎優秀劇本賞（《泡吧偵探》）
- 2012年 第73回日劇學院賞劇本賞（《Legal high》）
- 2013年 第79回日劇學院賞劇本賞（《Legal high2》）
- 2015年 第84回日劇學院賞劇本賞（《約會～戀愛為何物～》）
- 2016年 第24回橋田獎（《約會～戀愛為何物～》）
- 2018年 第12回CONFiDENCE日劇大獎（《信用詐欺師JP》）